# Mallresning

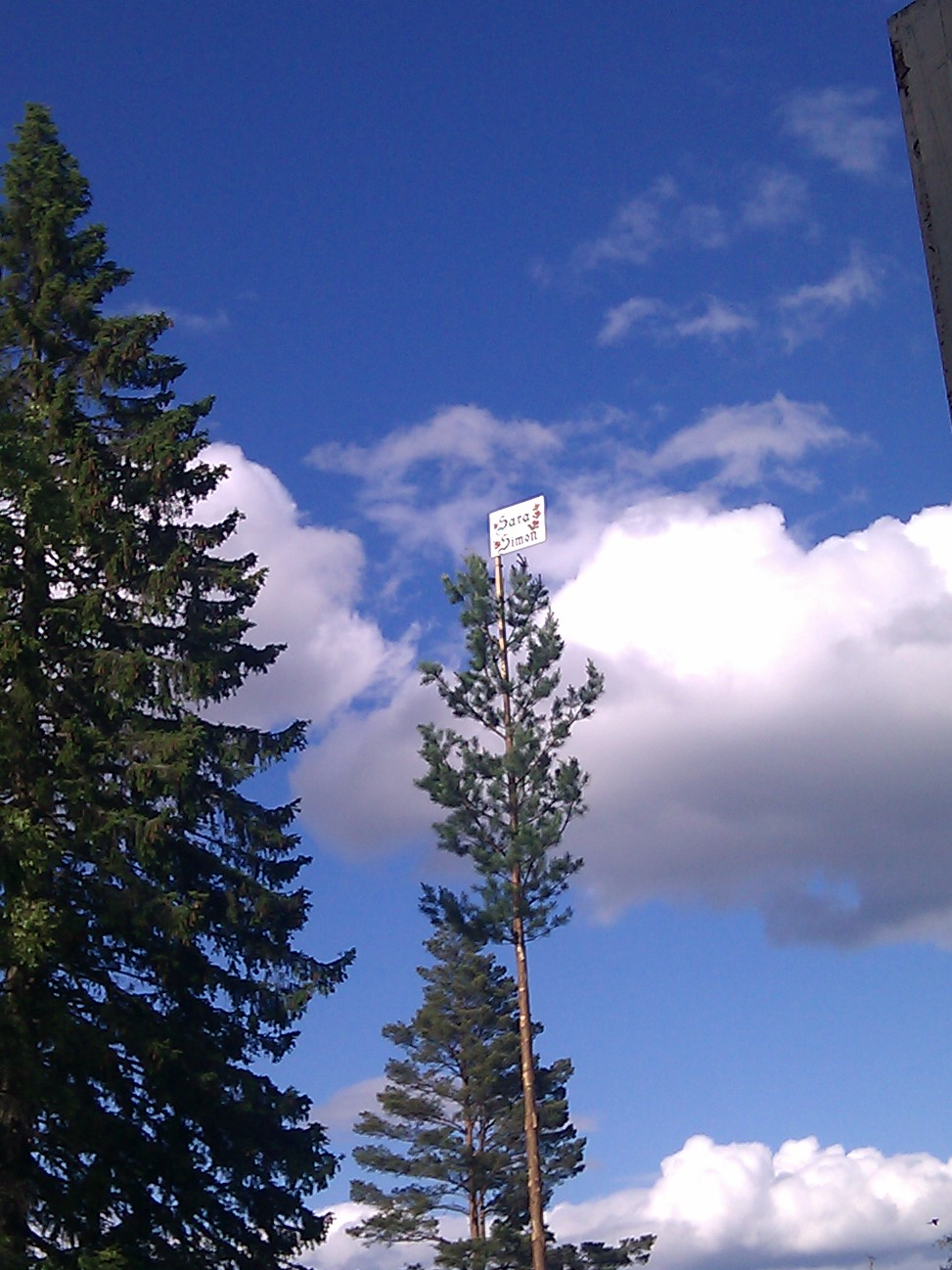
Malltavla högst upp på en malla i Skeberg, Dalarna

Mallresning är en gammal lysningstradition som lever kvar i Dalarna. Det går till så att brudparets släkt, vänner och bybor reser en så kallad "malla", en lång avgrenad björk eller tall med en "malltavla" (ofta en kurbitsmålad duk över en spänd ram) högst upp mot det blivande äkta parets gård . Traditionen bjuder sedan att mallan efter bröllopet ska användas; ibland för att bygga en vagga, ibland för att lägga grunden till parets nya hus.